# Blepharosis montana
Blepharosis montana är en fjärilsart som beskrevs av John Henry Leech 1900. Blepharosis montana ingår i släktet Blepharosis och familjen nattflyn. Inga underarter finns listade i Catalogue of Life.